# Oides collaris
Oides collaris is een keversoort uit de familie bladkevers (Chrysomelidae). De wetenschappelijke naam van de soort werd in 1861 gepubliceerd door Joseph Sugar Baly.
Deze kever is ongeveer 11mm lang met een zwarte kop en sprieten en sterk convexe dekschilden.
In Duits-Oost-Afrika veroorzaakte O. collaris beperkte schade door het aanvreten van de bladeren van de Ceara-rubberboom (Manihot glaziovii).